# Balkanoorlogen

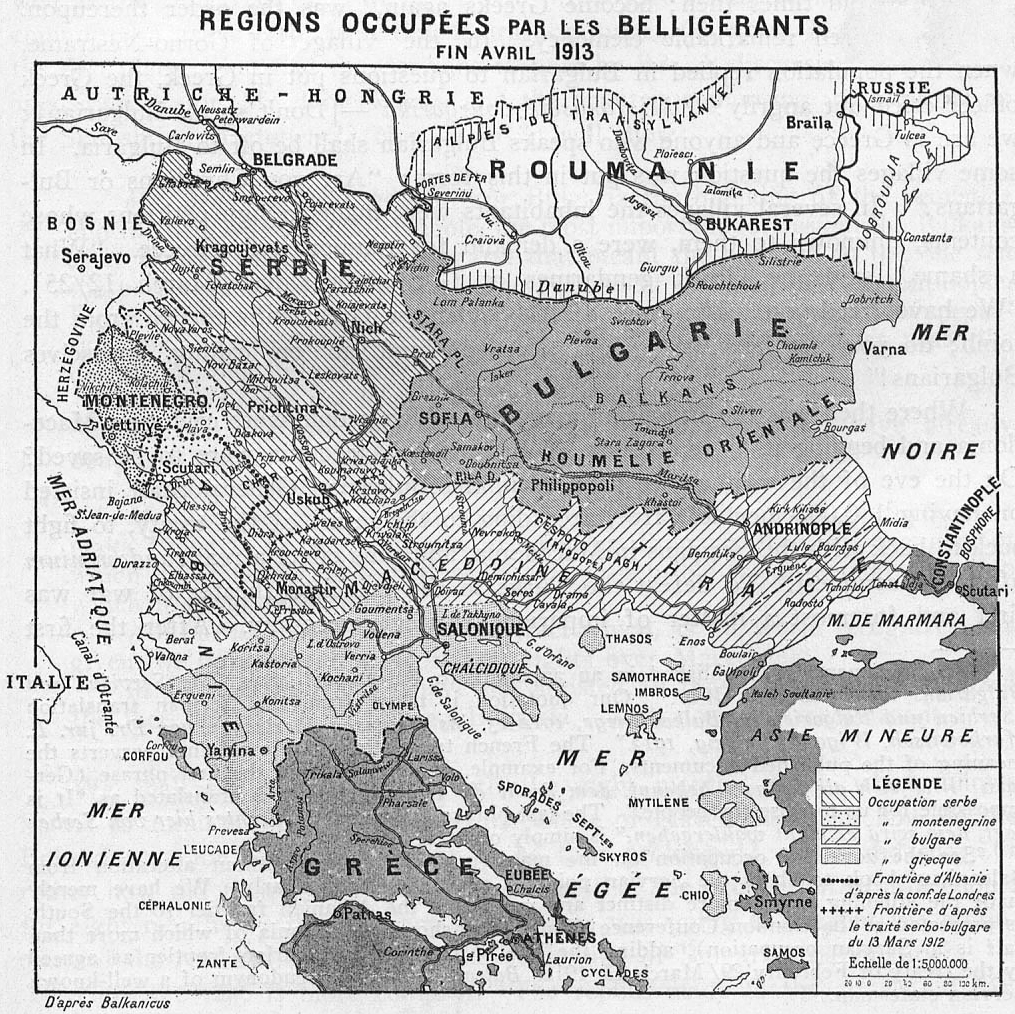
Situatie na de Eerste Balkanoorlog

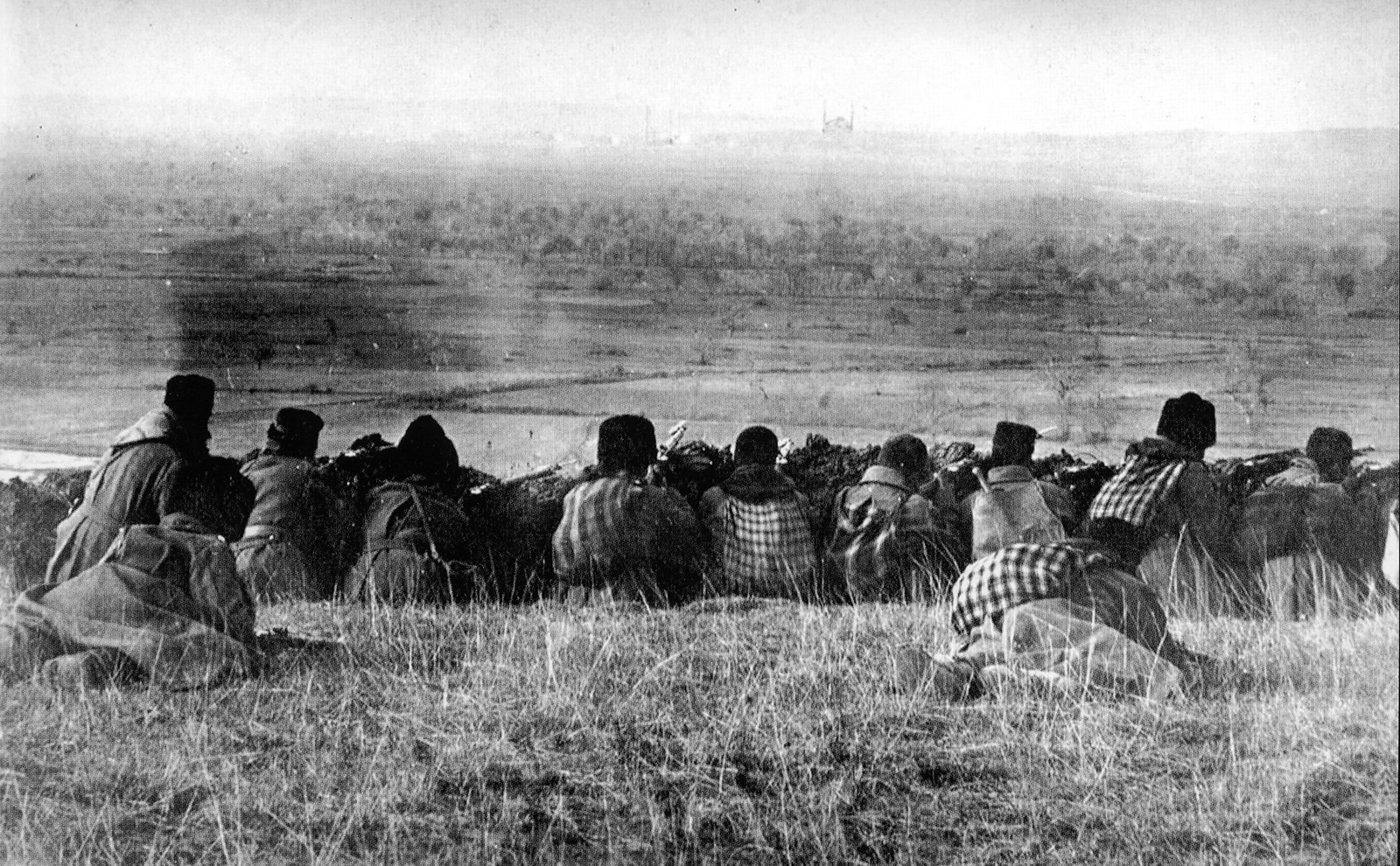
Bulgaarse belegering van Adrianopel

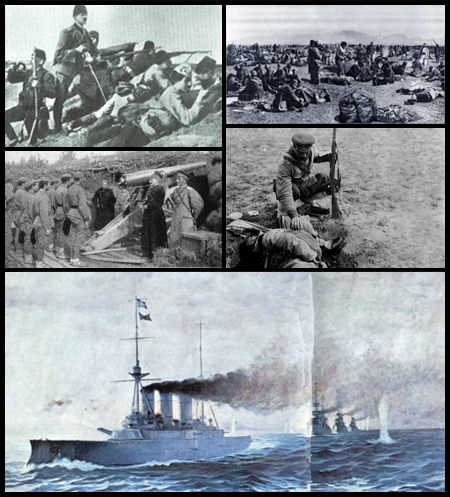
De eerste Balkanoorlog

De Balkanoorlogen zijn twee op elkaar volgende militaire conflicten op de Balkan, in de jaren 1912-1913.

## De Eerste Balkanoorlog
In 1912 was het Ottomaanse Rijk door de revolutie van 1907-1908, een Albanese opstand en door de Italiaans-Turkse Oorlog van 1912 ernstig verzwakt. Voor de Balkanstaten Servië, Griekenland, Montenegro en Bulgarije was dat een gelegenheid om de Balkan geheel te ontdoen van de resten van de Ottomaanse heerschappij. Door Russische diplomatie was een alliantie ontstaan, die door Rusland eigenlijk als tegenwicht tegen Oostenrijk-Hongarije bedoeld was. De Balkanlanden hadden echter andere plannen, waar een geheime militaire clausule in het verdrag geen twijfel over liet bestaan. Op 8 oktober 1912 verklaarde Montenegro de oorlog aan het Ottomaanse Rijk. De partners op de Balkan volgden enige dagen later.
De Serviërs rukten op in Macedonië en wisten Kumanovo en Skopje te bezetten. Ze bezetten ook de Sandžak van Novi Pazar, waarmee ze contact maakten met de Montenegrijnen. De Bulgaren bezetten ook een deel van Macedonië en rukten op naar Thessaloniki en Constantinopel. De Grieken brachten troepen naar Macedonië en rukten op naar Thessaloniki. Bij Bitola in Macedonië werden ze echter als enigen door de Ottomanen verslagen, waardoor de Serviërs de belegering van het stadje overnamen. Ze behielden de stad voor zichzelf. De Grieken bezetten Thessaloniki, net enkele uren voor de Bulgaarse Rila-divisie arriveerde.
De Bulgaren rukten op tot 50 kilometer voor Constantinopel en de Ottomaanse sultan Mehmet V ontvluchtte de stad. Het lukte tsaar Ferdinand echter niet de stad te bezetten: de Ottomanen hielden stand, geholpen door een politiemacht uit het Verenigd Koninkrijk en Rusland.
In minder dan twee maanden tijd verloor het Ottomaanse Rijk bijna alle Europese bezittingen aan de Balkanlanden. Op 3 december 1912 tekenden Servië, Montenegro en Bulgarije een wapenstilstand met het Ottomaanse Rijk, maar Griekenland bleef de oorlog voortzetten. In onderhandelingen over een vrede werden de vredesbepalingen door het Ottomaanse Rijk onacceptabel bevonden en begin 1913 kwam het tot een staatsgreep. De gevechten laaiden daardoor weer op. Op 19 april werd er een nieuwe wapenstilstand overeengekomen.
Onder bemiddeling van de Europese grootmachten werd op 30 mei te Londen een vredesverdrag ondertekend. Het Ottomaanse Rijk zou zich grotendeels uit Europa terugtrekken.
Tijdens de Eerste Balkanoorlog had Albanië de zelfstandigheid uitgeroepen (op 28 november 1912, te Vlorë), maar de andere Balkanstaten waren niet van zins dat te erkennen: Griekenland, Servië en Montenegro maakten aanspraak op grote delen van het Albanese gebied.

### De belegering van Shkodër
De Montenegrijnen rukten op richting Albanië, daarbij stuitend op steeds heftiger Albanees-Turkse weerstand. Het doel van de aanval was Shkodër (indertijd geschreven als Skoetari ), een stad met een volledig Albanese bevolking. Dit zinde Italië en Oostenrijk-Hongarije niet, omdat ze zelf plannen hadden in het gebied. Koning Nikola van Montenegro belegerde Shkodër, zelfs terwijl Italië en Oostenrijk-Hongarije hem trachtten te dwingen zich terug te trekken. Hun argument was dat Montenegro in de Albanese stad niets te zoeken had, wat door de Montenegrijnen gepareerd werd met het tegenargument dat deze redenering blijkbaar niet in Tripoli en Bosnië had gegolden. Gesteund door Rusland hield Nikola de belegering vol tot de Turken zich overgaven. Italië en Oostenrijk dreigden met oorlog, Rusland en Servië steunden Montenegro, Duitsland verklaarde niet neutraal te zullen blijven. De Britse minister van Buitenlandse Zaken, Edward Grey, bemiddelde echter. Koning Nikola gaf de stad op onder het accepteren van een hem aangeboden lening, die hij gebruikte om zijn gedaalde populariteit in eigen land op te vijzelen. Door de twee grootmachten uit te dagen had hij wel een enorm risico gelopen, want het krachtsverschil was groot. Driekwart van de bevolking van Shkodër was verhongerd, of in de strijd en bij plunderingen omgekomen. Bovendien had de hebzuchtige vorst bijna een Europese oorlog uitgelokt.

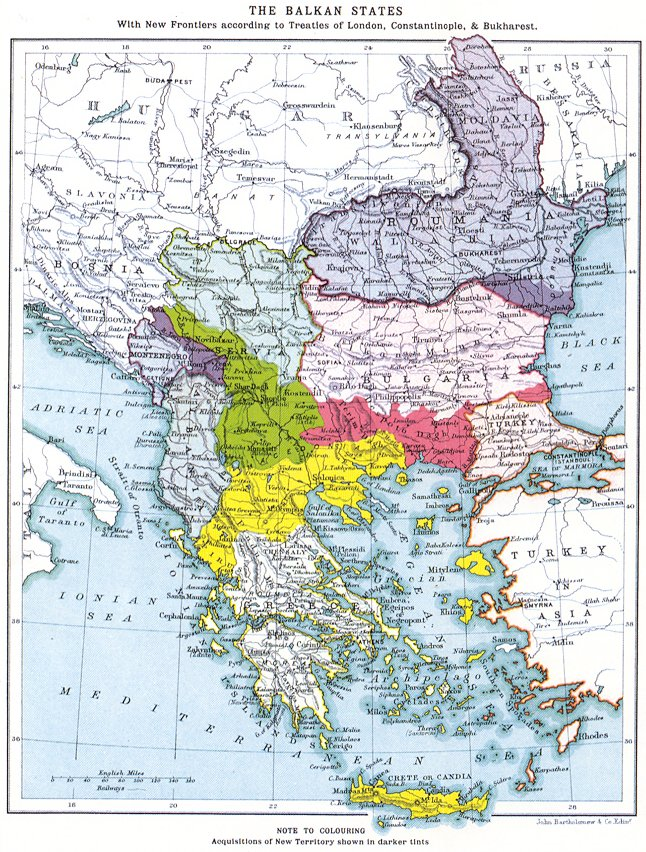
Situatie na de Tweede Balkanoorlog

## De Tweede Balkanoorlog
Onvrede over de verdeling van de door het Ottomaanse Rijk verlaten gebieden, met name omtrent Macedonië, leidde nog in datzelfde jaar 1913 tot de Tweede Balkanoorlog. Bulgarije was een groot land geworden. Te groot, volgens Griekenland en Servië. Zij vreesden een Bulgaarse dominantie over de Balkan, die er wellicht in de toekomst toe zou leiden dat ook Thessaloniki en de rest van Macedonië Bulgaars zouden worden. Bulgarije was anderzijds eveneens ontevreden. Weliswaar had het zijn grondgebied flink uitgebreid maar dit ten koste van zware verliezen waarbij de belangrijkste doelen Constantinopel en Thessaloniki niet gehaald werden: de Turken verdedigden hun hoofdstad met succes en de Grieken bezetten Thessaloniki slechts enkele uren voor de Bulgaren. Ook met Servië bestonden spanningen omdat dit gebied in Macedonië had bezet dat ten oosten van de eerder afgesproken demarcatielijn tussen beide landen lag. De spanningen liepen op, de landen weigerden te demobiliseren, en op 1 juni 1913 sloten Servië en Griekenland een tegen Bulgarije gerichte alliantie. Bulgarije maakte zich ondertussen op om beide landen aan te vallen en had goede hoop op succes daar het meer manschappen en artillerie in het veld kon brengen dan Servië en Griekenland samen. Montenegro verklaarde zich solidair met Servië, en ook Roemenië had grieven tegen Bulgarije, het zou in ruil voor neutraliteit in de Eerste Balkanoorlog het Bulgaarse fort Silistra zijn beloofd, en verklaarde niet neutraal te zullen blijven. Tsaar Nicolaas II van Rusland deed pogingen tot bemiddeling, maar Bulgarije stelde voorwaarden op zodanige wijze dat Rusland concludeerde dat ze niet tot een vreedzame oplossing konden komen en de alliantie met Bulgarije opzegde. De Bulgaren, een paar maanden eerder door Servië en Griekenland nog geprezen als moedige Slavische / orthodox-christelijke bondgenoten, werden nu als monsters en misdadigers afgeschilderd.
Op 29 juni ondernam de Bulgaarse generaal Savov in opdracht van tsaar Ferdinand I, maar buiten weten van de regering, een aanval op Servië bij de Bregalnicarivier en Griekenland in Nigrita. De Serviërs waren verrast omdat de soldaten geen weet hadden van de politieke spanningen en dachten dat Bulgarije hun bondgenoot was, later boden ze weerstand. Het doel was een wig te drijven tussen Servië en Griekenland, maar toen de Montenegrijnen te hulp schoten leden de Bulgaren een nederlaag en trokken ze zich terug. De Bulgaarse regering ontkende enige betrokkenheid bij het voorval en probeerde de aanval te annuleren, hetgeen funest bleek voor de organisatie en bijdroeg aan de Bulgaarse nederlaag. Ook de Grieken waren succesvol en dreven de Bulgaren naar het noorden en oosten terug. Op 8 juli verklaarden Servië en Griekenland de oorlog aan Bulgarije. Op 10 juli volgde Roemenië.
De Bulgaren wisten op 30 juli de uitgeputte Grieken te stoppen en een wapenstilstand te sluiten, maar de Roemeense aanval dreigde Noordwest-Bulgarije van de rest af te snijden en bereikte zelfs Vrazhdebna, ongeveer 11 km van Sofia. De Roemenen ontmoetten vrijwel geen weerstand omdat de Bulgaarse troepen allemaal tegen de Serven en Grieken waren ingezet. Het Ottomaanse Rijk zag hierop ook zijn kans schoon en viel Thracië binnen met als oorlogsdoel de herovering van Edirne.
Geconfronteerd met deze overmacht restte Bulgarije niets anders dan capitulatie. Op 10 augustus 1913 werd in Boekarest een vredesverdrag ondertekend. Bulgarije moest een groot deel van de gebiedsveroveringen uit de Eerste Balkanoorlog weer afstaan en Macedonië werd bijna geheel tussen Griekenland en Servië verdeeld. Roemenië verkreeg de zuidelijke Dobroedzja. Ook wist het Ottomaanse Rijk (of preciezer de Jonge Turken) een klein deel van het verloren gegane gebied opnieuw te bezetten, waaronder het historisch belangrijke Adrianopel, dat nu weer Edirne werd. Deze verovering werd bestendigd in het Verdrag van Constantinopel van september 1913. Hierdoor werd de positie van de Jonge Turken binnen het Rijk versterkt. Zij zouden in 1913 de oppositiepartijen monddood maken en een dictatuur vestigen.
Het grootste deel van de islamitische bevolking van de Balkan werd koelbloedig vermoord, of verdreven uit het Europese continent. Enkele miljoenen Turken, Pomaken, Albanezen, Bosniërs, Serviërs, Macedoniërs en Roma moesten vluchten naar Anatolië en de meeste moskeeën werden platgebrand.
De Balkanoorlogen en de oorlogsverklaring van keizer Frans Jozef I van Oostenrijk aan Servië vormden de aanzetten tot de Eerste Wereldoorlog die in de zomer van 1914 uitbrak. Servië kwam als sterke macht uit de Balkanoorlogen, hetgeen leidde tot spanningen met de buurstaat Oostenrijk-Hongarije, dat in 1908 delen van Bosnië en Herzegovina geannexeerd had. Servische en Bosnische nationalisten ageerden tegen die annexatie. Op 28 juni 1914 werd de Oostenrijkse aartshertog en troonopvolger Frans Ferdinand gedood bij een aanslag in Sarajevo. Deze aanslag was voor keizer Frans Jozef reden de oorlog aan Servië te verklaren, wat geldt als het begin van de Eerste Wereldoorlog.
Het Ottomaanse Rijk en Bulgarije bleven ontevreden achter. Beide landen zouden in de Eerste Wereldoorlog de kant kiezen die hen teruggave van de verloren gebieden zou beloven: Duitsland en de Dubbelmonarchie.

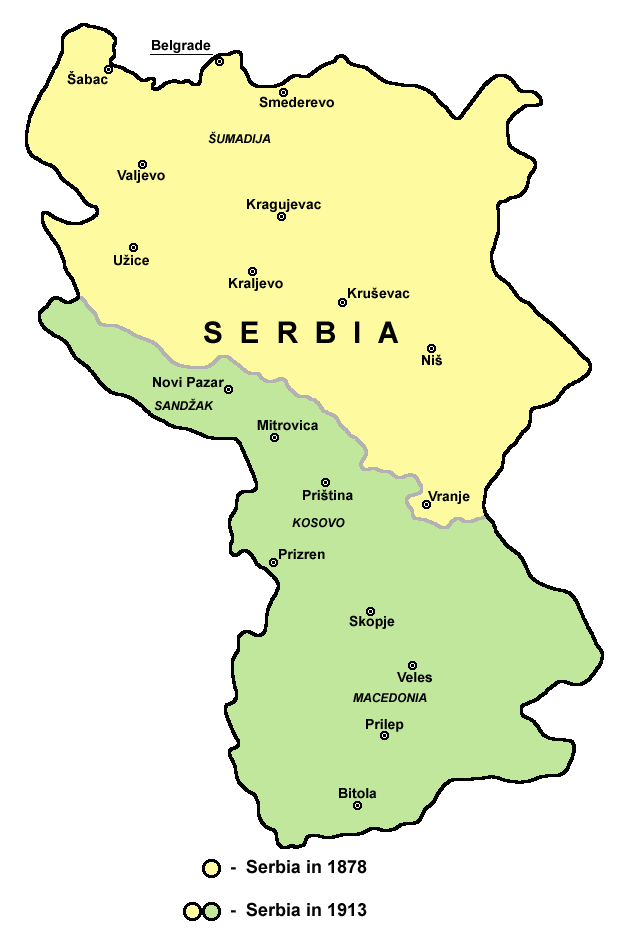

## Derde Balkanoorlog
Toen in juli 1914 Oostenrijk-Hongarije Servië aanviel, stond dit conflict korte tijd bekend als de Derde Balkanoorlog. Al snel bleek het conflict veel meer te omvatten dan slechts de Balkan en werd de term Grote Oorlog, en later Eerste Wereldoorlog, gebruikt.
Nadien zijn ook de Joegoslavische oorlogen (1991-2001) wel aangeduid als Balkanoorlog of Derde Balkanoorlog.

## Voetnoten
1. ↑  https://resolver.kb.nl/resolve?urn=ddd:010222335:mpeg21:a0103
2. ↑  Justin McCarthy, Death and Exile: The Ethnic Cleansing of Ottoman Muslims 1821-1922 (New Jersey 1995), ISBN 0-87850-094-4